# Le Temple (Deux-Sèvres)
Le Temple è un ex comune francese situato nel dipartimento di Deux-Sèvres e accorpato nel 1973 al comune di Mauléon del quale è divenuto una frazione.

## Toponimia
Antiche denominazioni: Domus Templariorum Sancti Salvatoris de nemore Malleonii (1215), Templum Sancti Salvatoris prope Malleonem (1234), Le Temple de Mauléon (1262), Lopital d'auprès Mauléon jadis du Temple (1330), Lospitau de Mauléon jadis do Temple (1334), Domus de Templo prope Malleneansi (1384), Chapelle St-Sébastien fondée au Temple (verso il 1486).

## Storia
Questo villaggio era all'origine una comanderia dell'Ordine dei Templari, poi di quello dei Cavalieri di Malta; esso dipendeva dal siniscalcato di Poitiers, così del Pays d'élection e del ducato di Châtillon-sur-Sèvre.
Il 1º gennaio 1973, il comune di Le Temple è stato incorporato in quello di Mauléon.